# Polițistul pilot de curse

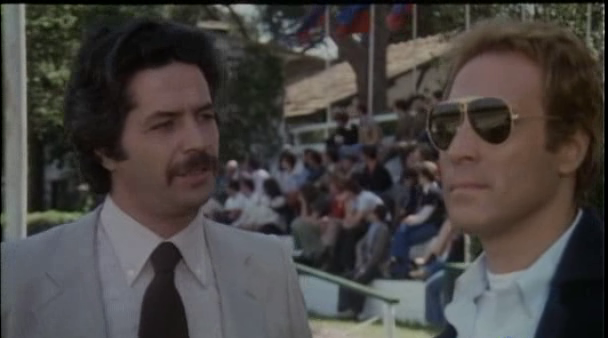
Angelo Infanti și Maurizio Merli într-o scenă din film

Polițistul pilot de curse (titlul original: în italiană Poliziotto sprint) este un film polițist italian, realizat în 1977 de regizorul Stelvio Massi, protagoniști fiind actorii Maurizio Merli, Giancarlo Sbragia, Angelo Infanti și Lilli Carati. 
A fost prima colaborare între Massi și Maurizio Merli, care au lucrat împreună la șase filme între 1977 și 1980.

## Conținut
Inspectorul Palma aparține unui corp de elită, brigada mobilă din Roma. O urmărire periculoasă, care îl viza pe un șef de bandă din Nisa, se termină într-un accident mortal. Șeful ierarhic îl acuză că a provocat moartea coechipierului său, în mod imprudent...

## Distribuție
- Maurizio Merli – inspectorul Marco Palma
- Giancarlo Sbragia – șeful poliției Tagliaferri
- Angelo Infanti – Jean Paul Dossena "Grozavul" ("Nizzardo")
- Lilli Carati – Francesca
- Orazio Orlando – Silicato
- Glauco Onorato – Pistone
- Rosario Borelli – șeful atelierului auto
- Mimmo Poli – Peppone, informatorul lui Tagliaferri
- Tom Felleghy – clientul lui Francesca
- Manfred Freyberger – chestorul

## Trivia
Intriga filmului a fost parțial inspirată de cariera lui Armando Spatafora, un ofițer de poliție italian din „echipă zburătoare” a cărui mașină de patrulare era un Ferrari 250 GTE. Multe urmăriri de mașini din film, ca cea a spărgătorilor de bancă într-un Citroen DS, precum și mașinile care se rulează pe renumita Scară Spaniolă, reflectă urmăririle faimoase ale poliției din Roma în anii 1960.
Partea de cascadorie a filmului a fost interpretată de cunoscutul cascador francez Rémy Julienne și de echipa sa.